# 石井徹也
石井 徹也（いしい てつや、1956年12月10日 - 2024年3月21日）は、日本の放送作家、演劇・演芸評論家。

## 人物
東京都港区白金台町生まれ。麻布高校在学中の17歳から落語を聞き始める。早稲田大学中退。大学在学中は落語研究会に所属。
1981年より放送作家となり、宝塚歌劇、落語についての評論を執筆する。またテレビ番組の構成や脚本などを多く手掛ける。
落語会も数多く主催、新作落語の書き下ろしも多数。
2024年3月21日、死去。67歳没。訃報は同じ事務所に所属する放送作家の和田尚久が同月29日に自身のX（旧Twitter）にて明らかにした。
2024年8月4日、下谷神社会館での「柳噺研究会（第30回）」は、柳家小さん（5代目）を顕彰する目的で会を立ち上げたメンバーのひとり石井を偲ぶ会として開催され、一部出演者による座談会が行われた。出演は柳家さん遊・五街道雲助・柳家小里ん・柳家小菊・桃月庵ぼんぼり。会の企画運営は橘右橘。

## 構成を担当した番組
- 『森田一義アワー 笑っていいとも!』
- 『ひょうきん予備校』（「石井トチモチ徹也」名義）
- 『知ってるつもり?!』
- 『もっと過激にパラダイス』

## 著書
- 『宝塚見聞録』青弓社 1993.12
- 『宝塚風雲録 月組・星組篇』青弓社 1996.7
- 『宝塚風雲録 花組・雪組篇』青弓社 1996.8
- 『宝塚戦国記』青弓社 1998.3
- 『宝塚迷走録』青弓社 1999.5
- 『石井式宝塚評判記』1-2 青弓社 1999-2000
- 『十代目金原亭馬生 噺と酒と江戸の粋』編著、小学館 2010.5
- 『五代目小さん芸語録』柳家小里ん著、石井聞き手、中央公論新社 2012.5
- 『CDブック 東横落語会 古今亭志ん朝』（編著）小学館 2010.10
- 『新宿末廣亭うら、喫茶「楽屋」古今亭志ん朝、立川談志、柳家小さん、林家三平、桂文楽も通った名物喫茶、五十四年分の"はなし"』石川光子 述、石井著. アスペクト 2013.3
- 『CDブック 東横落語会 古今亭志ん朝』（編著）小学館 2010.10

### 執筆・編集協力
- 『KAWADE夢ムック 文藝別冊 古今亭志ん朝』河出書房新社 2014.10